# آستون (دهانه)
آستون یک دهانه برخوردی در ماه است.

## دهانه‌های اقماری
این دهانه ۲ دهانه اقماری دارد.
| Aston | عرض جغرافیایی | طول جغرافیایی | قطر          |
| ----- | ------------- | ------------- | ------------ |
| K     | ۳۵٫۱° N       | ۸۷٫۸° W       | ۱۴٫۰ کیلومتر |
| L     | ۳۵٫۵° N       | ۸۶٫۵° W       | ۱۰٫۰ کیلومتر |